# كين ويليام
كين ويليام (بالإنجليزية: Ken Hale)‏ (18 سبتمبر 1939 في المملكة المتحدة - 6 يناير 2015) هو مدرب كرة قدم ولاعب كرة قدم بريطاني في مركز مهاجم داخلي. لعب مع أكسفورد يونايتد وكوفنتري سيتي ونيوكاسل يونايتد ونادي هاليفاكس تاون ودارلينجتون إف سى.

## وصلات خارجية
- كين ويليام على موقع قاعدة بيانات كرة القدم.إي يو (الإنجليزية)